# 2041
2041 (ММXLI) e обикновена година, започваща във вторник според григорианския календар. Тя е 2041-вата година от новата ера, четиридесет и първата от третото хилядолетие и втората от 2040-те.